# تانگانیکا (فیلم)
«تانگانیکا» (انگلیسی: Tanganyika (film)) یک فیلم به کارگردانی آندری دی‌تاث است که در سال ۱۹۵۴ منتشر شد. از بازیگران آن می‌توان به وان هفلین اشاره کرد.